# Cantó de Frontonh
El cantó de Frontonh és un cantó francès del departament de l'Alta Garona, a la regió d'Occitània. Està inclòs al districte de Tolosa, té 16 municipis i té com a cap cantonal Frontonh.

## Municipis
- Frontonh
- Sent Jòri
- Bruguièras
- Gratentorn
- Bonlòc
- Castèlnau d'Estretasfonts
- L'Espinassa
- La Bastida de Sant Sernin
- Cepet
- Sent Salvador
- Vilaudric
- Vaquièrs
- Vilanava de Bonlòc
- Vilariès
- Gargàs
- Sent Rostesi